# Gilbert Mury
Gilbert Mury est un philosophe et homme politique français, né le 12 février 1920 à Paris, mort le 16 mai 1975 à Rueil-Malmaison.

## Biographie
Reçu à l'agrégation de philosophie en 1943, Gilbert Mury s'engage dans la Résistance après avoir adhéré au PCF au début des années 1940 alors qu'il était surveillant au Collège Stanislas. Après la Libération il collabore à la presse communiste : dans l'hebdomadaire Action, puis à la rubrique de politique étrangère du quotidien Ce soir jusqu'en 1953. Connu pour ses convictions staliniennes au sein du parti communiste, il y devient le spécialiste des questions religieuses ; en outre, il occupe le poste de secrétaire du Centre d'études et de recherches marxistes dirigé à l'époque par Roger Garaudy.
Parallèlement, il poursuit sa carrière de professeur de philosophie et ses travaux en sociologie : il enseigne notamment en qualité de maître-assistant à l'université de Bordeaux dans les années 1960, fonction dont il sera exclu, « remis à la disposition du secondaire et muté à Charleville-Mézières. Motif : article de soutien à Geismar publié dans L'Idiot international ».
Il rompt avec le PCF en 1966 et participe activement au mouvement maoïste, s'impliquant plus particulièrement dans la promotion de la politique mise en œuvre en Albanie par Enver Hoxha. Exclu du PCMLF en février 1970 avec d'autres membres du bureau politique de l'organisation, dont Raymond Casas, il est associé à la fondation du groupe et du journal Le Travailleur, l'une des trois structures issues de l'éclatement du parti créé en décembre 1967 lors du congrès tenu à Puyricard.

## Publications
- Les Intellectuels devant l'action, Grasset, 1947
- Descartes. Introduction et choix de textes, Éditions À l'enfant poète, 1947
- Un marxiste peut-il comprendre Pascal ?, Centre d'études et de recherches marxistes, 1960
- Essor et déclin du catholicisme français, Éditions Sociales, 1960
- Les classes sociales en France (coauteur : Maurice Bouvier-Ajam), Éditions Sociales, 1963
- Traité de philosophie (coauteur : Timmy Oriol), Didier, 1964
- Note sur la grâce dans la théologie de Luther, Centre d'études et de recherches marxistes, 1964
- Christianisme primitif et monde moderne, Éditions de la Palatine, 1966
- Catholiques, un marxiste répond à vos questions, Cercle d'Éducation populaire, 1966
- La Société de répression, Éditions Universitaires, 1969
- Face au révisionnisme, œuvres choisies de Enver Hoxha présentées par Gilbert Mury, François Maspéro, 1972
- Albanie, terre de l'homme nouveau, François Maspéro, 1972
- Septembre noir, Sindbad, 1972
- On leur fera la peau, Éditions du Cerf, 1973
- Introduction à la non-directivité, Privat, 1973
- Les jeunes de la rue (coauteur : Vincent de Gaulejac), Privat, 1977[6] (Prix Fabien de l'Académie française 1978)